# Françoise de Rohan
Françoise de Rohan (* um 1540; † 1. Dezember 1591 in Beauvoir-sur-Mer) war eine französische Adlige und Klägerin in einem Eheprozess gegen Jacques de Savoie-Nemours, Herzog von Nemours, der über zwanzig Jahre vor dem Hintergrund der französischen Religionskriege ausgefochten wurde: sie und ihre Familie gehörten der protestantischen Seite an, Jacques de Savoie-Nemours und seine Familie der katholischen, was den Prozessverlauf entscheidend prägte.

## Herkunft
Françoise de Rohan war die Tochter von René I. de Rohan und Isabeau d’Albret, Enkelin von Jean d’Albret und Königin Katharina von Navarra, Nichte von König Heinrich II. von Navarra (Henri d’Albret) und Margarete von Navarra, der Schwester des französischen Königs Franz I. Ihre Kusine war Jeanne d’Albret, die Mutter von König Heinrich von Navarra bzw. Heinrich IV. von Frankreich, der Françoise de Rohan als seine Tante bezeichnete.
Margarete von Navarra ließ Françoise de Rohan gemeinsam mit ihrer Tochter Jeanne im Schloss Plessis-lès-Tours erziehen, obwohl Jeanne zwölf Jahre älter war. Margarete von Navarra starb 1549, René I. de Rohan starb 1552, sie erhielt die Nutznießung der Herrschaften La Garnache und Beauvoir-sur-Mer im späteren Département Vendée. In dieser Zeit wurde Françoise de Rohan an den französischen Hof geschickt, wo sie Fille d'honneur Caterina de’ Medicis wurde.

## Das Eheversprechen
Am Königshof lernte sie Jacques de Savoie-Nemours kennen, den die Historikerin Jacqueline Boucher beschreibt als „großen, gebildeten, sportlichen, kultivierten und weltgewandten Seigneur, der für sein Talent als Verführer bekannt ist.“. Es entwickelte sich eine allgemein bekannte Beziehung zwischen dem Herzog und Françoise de Rohan, zu der König Heinrich II. anlässlich eines Paille-Maille-Spiels sagte: „Da Mlle de Rohan hier ist, wird Nemours keinen guten Schlag mehr ausführen.“
Am 22. April 1556 sagte Jacques de Savoie-Nemours (laut Hector de La Ferrière) vor ihren Bediensteten zu Françoise de Rohan: „Ich nehme Dich zur Frau, sag, dass Du mich zum Ehemann nimmst ...“, was zu dieser Zeit eine rechtliche Bindung hatte. Das Konzil von Trient (1545–1563) lehnte derartige Versprechen jedoch ab, wenn sie ohne Zustimmung der Eltern oder nicht in einer religiösen Zeremonie gemacht wurden, folglich konnten sie rechtlich gebrochen werden. Die Könige von Frankreich selbst versuchten, den Umfang einzuschränken. Etwa zur gleichen Zeit neigten auch die protestantischen Synoden dazu, diesen Austausch von Erklärungen abzulehnen.
Gegen Ende des Sommers 1556 wurde Jacques de Savoie-Nemours gemeinsam mit dem Herzog von Guise nach Italien geschickt. Françoise de Rohan war schwanger, am 6. Januar 1557 wurde ihr Zustand offenbar. Sie musste vor dem Conseil royal erscheinen und wurde nach Vendôme verbannt. Jacques de Savoie-Nemours erklärte aus Italien, dass er die Angelegenheit bei seiner Rückkehr klären werde. Antoine de Bourbon ließ sie nach Pau bringen, wo am 24. März 1557 ihr Kind, Henri de Genevois bzw. Henri de Nemours, genannt le Prince de Genève, geboren wurde. Von einer formellen Heirat ist seitens Nemours‘ nun keine Rede mehr. Françoise de Rohan wurde in der Folge von ihren Anhängern „Duchesse de Nemours“ genannt, von der katholischen Seite „Dame da La Garnache“.

## Der Prozess
Nachdem Françoise de Rohan knapp zwei Jahre gezögert hatte, gegen Jacques de Savoie-Nemours gerichtlich vorzugehen, wurde der erste Prozess Anfang 1559 eröffnet, zog sich dann aber bis Mai hin; im Juni wurde Heinrich II. in einem Turnier verwundet, zehn Tage später starb er. Dem Aufstieg der „lothringischen Partei“ der Guises, deren Schützling Jacques de Savoie-Nemours war, stand mit dem jungen König Franz II. trotz des Widerstands Caterina de‘ Medicis nichts mehr im Weg. Ab jetzt hing das Schicksal Françoise de Rohans von den Unwägbarkeiten der Politik ab, litt der Prozess unter den Auswirkungen der Religionskriege. Jacques de Savoie-Nemours verfolgte zudem in dieser Zeit den Plan, die englische Königin Elisabeth I. zu heiraten.
1560 war das Jahr der Verschwörung von Amboise und des Todes von Franz II., der neunjährige Karl IX. bestieg den Thron, die Guise verloren ihre Machtposition, Caterina de’ Medici und Antoine de Bourbon übernahmen die Regentschaft. 1561 trafen sich die drei Brüder von Françoise de Rohan in Paris: Henri, René und Jean waren entschlossen, gegen Jacques de Savoie-Nemours zu kämpfen – die Regenten Caterina de’ Medici und Antoine de Bourbon nahmen den Brüdern jedoch das Versprechen ab, auf Waffengewalt zu verzichten. Im April 1562 erreichte Françoise de Rohan, dass Jacques de Savoie-Nemours innerhalb eines Monats in Paris erscheinen sollte, was dieser ignorierte, da mittlerweile die Guise wieder an der Macht waren und der Erste Hugenottenkrieg das Geschehen bestimmte. Jacques de Savoie-Nemours belagerte erfolglos das von den Protestanten unter Jean V. de Parthenay, Seigneur de Soubise, besetzte Lyon, was ihn noch 1563 beschäftigte. Am 4. Februar 1563 erging gegen ihn ein Versäumnisurteil, am 18. Februar starb der Herzog von Guise, einer seiner wichtigsten Unterstützer – machte aber Anna d’Este, Herzogin von Guise, zur Witwe, die bereit war, Jacques de Savoie-Nemours zu heiraten, falls der Prozess ein Ende in ihrem Sinne finde.
Jacques de Savoie-Nemours, der Ende 1562 zum Gouverneur von Lyon ernannt worden war, bat Mitte 1564 die Königinmutter, seinen Prozess von Paris nach Lyon zu verlegen und mit Papst Pius IV. zu verhandeln, damit dieser den Prozess dem Erzbischof von Lyon (zu dieser Zeit Antoine I. d’Albon) übergebe. Pius IV. gab diesem Antrag statt, während sich Françoise de Rohan am 20. Mai 1564 weigerte, in Lyon zu erscheinen und dabei auch Unterstützung durch das Parlement von Paris als Oberstem Gerichtshof fand, da in Lyon derzeit die Pest grassierte. Am 6. November 1565 lehnte der Erzbischof von Lyon die Klage von Françoise de Rohan ab. Das Parlement wiederum entschied am 4. Dezember 1565 zugunsten von Françoise de Rohan – und am 20. Januar 1566 untersagte Karl IX. dem Parlement, in der Sache noch etwas zu unternehmen.
Am 28. April 1566 wurde Françoise de Rohan aufgefordert, vor dem Conseil privé zu erscheinen. Das Urteil des Erzbischofs von Lyon wurde ihr bestätigt, der Rat ließ ihr jedoch die Möglichkeit, beim Papst Berufung einzulegen – ein zweischneidiges Schwert, da die Rohan protestantisch waren und eine Berufung beim Papst bedeutete, seine Autorität anzuerkennen. Am nächsten Tag wurde der Ehevertrag zwischen Jacques de Savoie-Nemours und Anna d’Este unterzeichnet, wodurch Jacques der Stiefvater der Anführer der „lothringischen Partei“ wurde.
Am 5. Mai 1566 sandte Françoise de Rohan einen Gerichtsvollzieher namens Vincent Petit, um die Hochzeitszeremonie von Jacques de Savoie und Anne d‘Este in der Abtei Saint-Maur neben dem Schloss Saint-Maur-des-Fossés der Königinmutter zu unterbrechen. Der Gerichtsvollzieher wurde verhaftet und die Zeremonie unter der Leitung des Kardinals von Lothringen zu Ende geführt. Am 17. Mai 1566 schrieb Caterina de’ Medici in der Sache an den Papst, ihr Sohn Karl IX. seinerseits am nächsten Tag, damit der Papst den Vorgang nicht aus den Augen verliere. Beide Briefe enthalten offenbar keine Feindseligkeiten gegen Françoise de Rohan, plädieren aber dafür, dass Anna d‘Este so schnell wie möglich in ihren Rechten bestätigt werde.
Beim Tod von Pius IV. († 9. April 1565) keimte noch einmal Hoffnung für Françoise de Rohan auf. Sein Nachfolger Pius V. schien verständnisvoller zu sein, aber entgegen den Hoffnungen, die Jeanne d'Albret in ihn setzte, vertraute der neue Papst die Angelegenheit Giulio Oradini an, dem Dekan der Römischen Rota, der ihre Hoffnungen schnell zunichtemachte. 1567 brach der Zweite Hugenottenkrieg aus, dem fast unmittelbar der Dritte Hugenottenkrieg (1568–1570) folgte.

## Die Jahre der Religionskriege
Obwohl Françoise de Rohan von Jeanne d’Albret unterstützt wurde, wurden ihre Lehen La Garnache und Beauvoir, die unter dem Schutz von Luigi Gonzaga, Herzog von Nevers, standen, geplündert. Um diese Zeit freundete sie sich mit Antoinette Bouchard d’Aubeterre an, der Witwe von Jean V. de Parthenay, und deren Tochter Catherine de Parthenay, die 1575 ihre Schwägerin wurde. In den Jahren 1570/71 lebte sie – wie viele protestantische Anführer und der Hof der Königin von Navarra – in La Rochelle, wo sie auf den Juristen und Mathematiker François Viète und den Dichter André de Rivaudeau traf. Am 5. März 1571 wurde das Lyoner Urteil bestätigt, das Pariser Parlement, das Françoise de Rohan daraufhin anrief, erklärte sich danach für nicht zuständig. Am 19. Juni 1571 wurde sie bei einer Realteilung offiziell Herrin von La Garnache und Beauvoir-sur-Mer, verzichtete dabei aber auch auf Erbansprüche aus dem übrigen Familienbesitz.
Nach der Bartholomäusnacht und dem Vierten Hugenottenkrieg (1572/73) nach der Thronbesteigung Heinrichs III. wurde Françoise de Rohans Einspruch am 17. Oktober 1573 erneut abgewiesen, woraufhin sie sich direkt an Rom wandte. Am 2. Dezember 1575 – während des Fünften Hugenottenkriegs (1574–1576)– untersagte König Heinrich III. ihr, den Namen „Nemours“ zu führen, nachdem ihr Bruder René II. de Rohan nach der Unterwerfung Condés und Navarras zu einem der wichtigsten Anführer der Protestanten geworden war. Kurz nach dem Ende des Fünften Hugenottenkriegs wurde François Viète zum Maître des requêtes Heinrichs III. ernannt.

## Die Lösung
Ein unerwartetes Ereignis beschleunigte dann endlich das Ende des Prozesses: Am 1. Juni 1577, während des Sechsten Hugenottenkriegs (Mai bis September 1577), war Henri, genannt „Duc de Genevois“, der Sohn von Françoise, gemeinsam mit seinem Vater, dem Herzog von Nemours, aus Deutschland zurückgekehrt. Er wurde fast sofort vom Herzog von Montpensier gefangen genommen und entkam dem Galgen nur durch das Eingreifen des Königs und wohl auch François Viètes; Montpensier weigerte sich, ihn freizulassen, auch gegen Lösegeld. Nach einem Jahr Gefangenschaft schrieb Henri de Genevois an seinen Vater, damit der ihn aus der Gefangenschaft, jetzt bei Herzog von Mayenne, befreie. Am 12. Juni 1579 erklärte der Herzog von Nemours jedoch, dass sein Sohn (mit Anna d’Este), Henri I. de Savoie-Nemours , ebenfalls „Duc de Genevois“ genannt, bei ihm sei.
Zudem schritt nun Anna d’Este ein und bat König Heinrich III., die Affäre zu beenden. Das Ehepaar Nemours versuchte mehrmals, den Zorn von Françoise de Rohan zu besänftigen, stieß jedoch mindestens einmal auf die Opposition von Annas Kindern mit dem 1563 durch einen Hugenotten getöteten Herzog von Guise (Henri I., Herzog von Guise, Catherine, Ehefrau des Herzogs von Montpensier, Charles, Herzog von Mayenne, und des Kardinals von Guise).
Während des Siebten Hugenottenkriegs (1579/80), der im Wesentlichen aus Friedensverhandlungen bestand, gelang es dem Herzog von Alençon, Anna d’Este und François Viète, eine Einigung im Eheprozess zu finden. Königliche Briefe vom 16. November 1579 ermöglichten es allen Parteien, das Gesicht zu wahren; sie wurden am 20. Januar und am 9. Februar 1580 bestätigt. Heinrich III. schrieb: „Wir hören und befehlen, dass sie [Françoise de Rohan] nicht für das, was passiert ist, verantwortlich gemacht werden kann, und wir erklären sie für frei zu heiraten.“ Ihre (eventuelle) Ehe mit dem Herzog von Nemours war dadurch faktisch annulliert, Françoise de Rohan wurde von jedem Verdacht, leichtsinnig gehandelt zu haben, befreit, der König erreichte die Freilassung ihres Sohnes, dem untersagt wurde, den Titel „Duc de Genevois“ zu führen, Françoise de Rohan hingegen wurde in den Rang einer (nicht erblichen) Herzogin von Loudun erhoben, das Ganze wurde mit finanziellen Regelungen abgerundet.
Kurz darauf François Viète als Maître des requêtes entlassen, er ließ sich für die nächsten Jahre im Herrenhaus in Beauvoir nieder. Dort beherbergte Françoise de Rohan auch Antonio von Crato, den erfolglosen portugiesischen Thronprätendenten. Im Juni 1585 starb Jacques de Savoie-Nemours, im Jahr darauf ihr Bruder René II. de Rohan. Die Schlösser des Poitou, darunter auch La Garnache und Mouchamps, wurden vom Duc de Mercœur bei seinem Versuch, sich als unabhängiger Herzog der Bretagne zu etablieren, verwüstet. 1586, ein Jahr nach dem Tod von Jacques de Savoie-Nemours heiratete sie François Le Felle, Seigneur de Guébriant, der im Dienst Mercœurs stand und ihre Burg belagerte – wohl mit dem Ziel, die Plünderung zu verhindern. Die neue Ehe wurde bald von Heinrich III. annulliert, da sie in seinen Augen eine Mesalliance war.
Françoise de Rohan starb im Dezember 1591 in ihrem Herrenhaus in Beauvoir.